# 더글러스 맥페일
더글러스 맥페일(Douglas McPhail, 1914년 4월 16일 ~ 1944년 12월 6일)은 미국의 배우, 가수이다.

## 영화
- 엔터테인먼트 (1974년)
- 리틀 넬리 켈리 (1940년)
- 브로드웨이 멜로디 오브 1940 (1940년)
- 호놀룰루 (1939년)
- 베이비 인 암스 (1939년)
- 스윗하츠 (1938년)
- 메이타임 (1937년)
- 본 투 댄스 (1936년)